# Baton Rouge (album)
Baton Rouge è il terzo album in studio dei Baton Rouge, uscito nel 1997 per l'etichetta discografica MTM Music.

## Tracce
1. Didn't I (Bush, Ponti) 4:42
2. The Ghost of You (Ponti) 3:54
3. You Can Jump Alone (Keeling, Ponti) 4:11
4. Shelter (Daniel, Ponti) 5:24
5. Victims of the Night (Ponti) 3:36
6. Hands of Time (Bush, Ponti) 4:29
7. Love by the Numbers (Keeling, Ponti, Sinopoli) 3:42
8. Not in the Mood for a Heartache (Pepe, Ponti) 3:48
9. I Know Better Than You Do (Crushproof, Ponti) 3:19
10. Love's a Loaded Gun (Cooper, Pep, Ponti) 4:17 (cover Alice Cooper)
11. Love Takes (Crushproof, Ponti) 5:06
12. Back Under Fire (Keeling, Ponti) 3:17

## Formazione
- Kelly Keeling - voce, chitarra
- Jack Ponti - chitarra, tastiere
- Pat Schick - basso
- Guy Daniel - tastiere, basso
- Camus Celli - batteria